# Хамити
Хамитите са народите в Африка, за които традиционно се вярва, че са произлезли от Хам, син на Ной и баща на Хуш, Мицраим, Фут, Ханаан. От тях произлизат древните египтяни.
Тази теория за „хамитската раса“ проилиза от изследванията на „хамитските езици“ на изследователя на Африка англичанина John Hanning Speke (1827-1864), продължено от германците Карл Рихард Лепсиус (1810-1884) и Карл Майнхоф (1857- 1944).